# Aoutibrê Hor
Pour les articles homonymes, voir Hor.
Aoutibrê Hor Ier est un roi de la XIIIe dynastie. Il est surtout connu par sa fabuleuse statue du Ka qui se trouve au Musée égyptien du Caire.

## Attestations
Aoutibrê Hor est mentionné à la position 7.17 du Canon royal de Turin, une liste de rois compilée au début de l'époque ramesside. Au-delà du canon de Turin, Aoutibrê Hor est resté inaperçu jusqu'à la découverte en 1894 de sa tombe presque intacte à Dahchour par Jacques de Morgan.
D'autres attestations d'Aoutibrê Hor ont été mises au jour depuis lors, notamment un couvercle de jarre de provenance inconnue et une plaque, aujourd'hui au Musée égyptien de Berlin, tous deux portant son nom. Une autre plaque portant son nom a été trouvée près de la pyramide d'Amenemhat Ier à Licht. Plusieurs plaques de faïence portant les noms de rois de la XIIIe dynastie ont été retrouvées. Plus important encore, une architrave de granit avec les cartouches d'Aoutibrê Hor et de Sekhemrê-Khoutaouy Khâbaou a été découverte à Tanis, dans le delta du Nil. L'architrave provenait probablement de Memphis et est arrivée dans la région du Delta pendant la période Hyksôs. Sur la base de ces preuves, l'égyptologue Kim Ryholt a proposé que Sekhemrê-Khoutaouy Khâbaou était un fils et un corésident de Aoutibrê Hor.

## Durée du règne
Certains pensent qu'il pourrait être un usurpateur, étant donné son apparent manque de lien avec ses prédécesseurs,. La durée du règne d'Aoutibrê Hor est en partie perdue à cause d'une lacune du Canon royal de Turin et est donc inconnue. Selon la dernière lecture du papyrus par Ryholt, les traces qui subsistent indiquent le nombre de jours comme étant [...] et 7 jours. Dans la précédente lecture du canon par Alan Henderson Gardiner, qui date des années 1950, cela était lu comme étant [...] 7 mois. Cela a conduit des chercheurs comme Miroslav Verner et Darrell D. Baker à croire que le règne d'Aoutibrê Hor était éphémère, alors que la lecture de Ryholt laisse envisager un règne plus long qu'il évalue à deux années de règne,. En tout cas, Aoutibrê Hor n'a probablement régné que peu de temps, en particulier pas assez longtemps pour préparer une pyramide, qui était encore le lieu de sépulture commun des rois du début de la XIIIe dynastie. Quelle que soit la durée de son règne, Aoutibrê Hor semble avoir été remplacé par ses deux fils Sekhemrê-Khoutaouy Khâbaou et Horus Djedkheperou.

## Sépulture

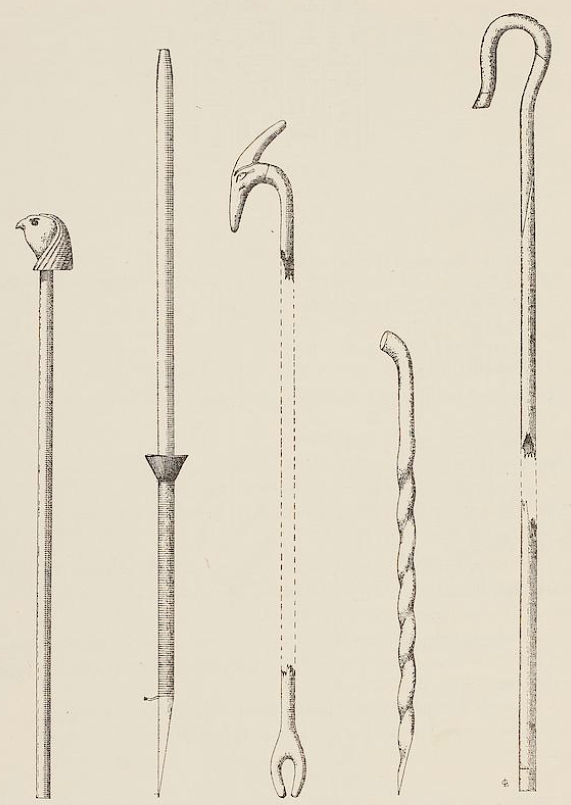
Dessins de Jacques de Morgan des sceptres d'Aoutibrê Hor.

Aoutibrê Hor est surtout connu pour sa tombe presque intacte, découverte en 1894 par Jacques de Morgan en collaboration avec Georges Legrain et Gustave Jéquier à Dahchour. La tombe n'était rien d'autre qu'un puits construit à l'angle nord-est de la pyramide d'Amenemhat III de la XIIe dynastie. La tombe était à l'origine destinée à un membre de la cour d'Amenemhat III et a été agrandie par la suite pour Aoutibrê Hor, avec l'ajout d'une chambre funéraire et d'une antichambre en pierre.
Bien que la tombe ait été pillée dans l'Antiquité, elle contenait encore un naos avec une rare statue en bois grandeur nature du Ka du roi. Cette statue est l'un des exemples les plus fréquemment reproduits de l'art égyptien antique et se trouve aujourd'hui au Musée égyptien du Caire sous le numéro de catalogue CG259. C'est l'une des statues en bois de l'Antiquité les mieux préservées et les plus accomplies qui aient survécu, et elle illustre un genre artistique qui devait autrefois être courant dans l'art égyptien, mais qui a rarement survécu en aussi bon état.

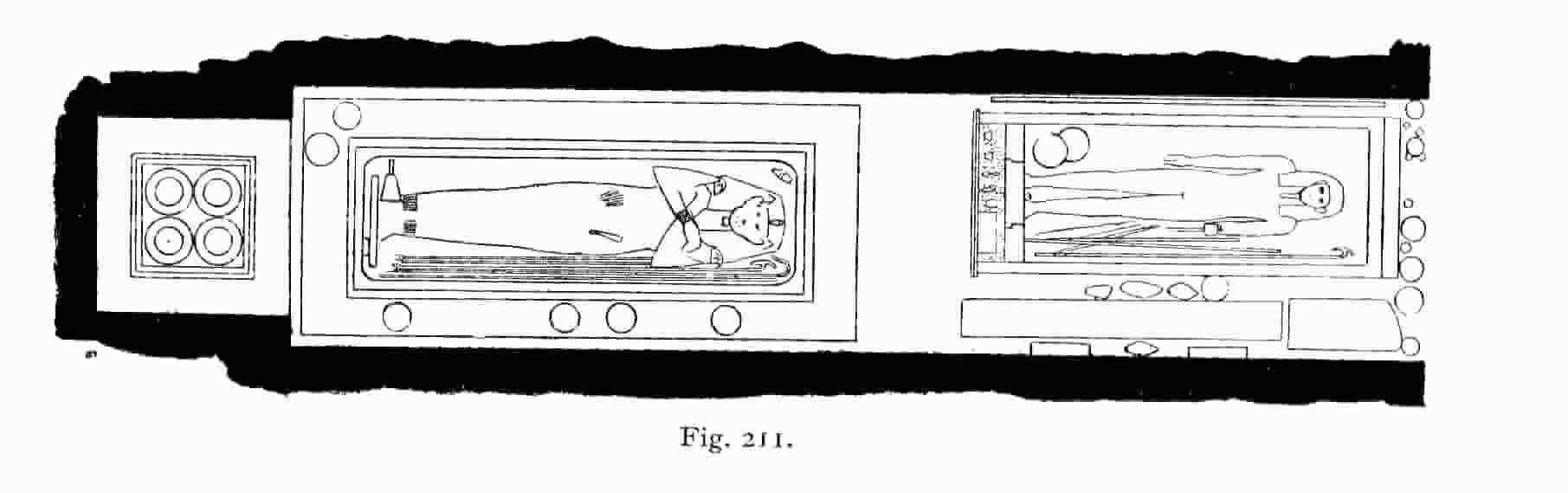
Plan de la tombe d'Aoutibrê Hor.

La tombe contenait également le cercueil en bois — pourri — du roi, partiellement doré. Le masque funéraire du roi en bois, ses yeux de pierres sertis de bronze, avait été dépouillé de sa dorure mais contenait toujours le crâne du roi. Les vases canopes d'Aoutibrê Hor ont également été retrouvés complets. La momie du roi avait été saccagée pour ôter ses bijoux et seul le squelette du roi était resté dans son sarcophage. Parmi les autres objets provenant de la tombe, on trouve de petites statues, des vases en albâtre et en bois, quelques bijoux, deux stèles en albâtre portant des hiéroglyphes peints en bleu et un certain nombre de fléaux, sceptres en bois qui avaient tous été disposés dans un long coffret en bois. Le tombeau contenait également des armes telles qu'une tête de masse en granit, un poignard à feuilles d'or et de nombreuses poteries.
À côté de la sépulture d'Aoutibrê Hor, on a trouvé le tombeau totalement intact de la Fille du roi Noubheteptikherd. Elle était probablement une fille d'Aoutibrê Hor ou bien une fille d'Amenemhat III.